# Douk-douk
El douk-douk és una navalla completament metàl·lica, simple i barata. Es fabrica des de 1929, i fou patentada el 1930, per la ganiveteria «MC Cognet» a Thiers (Puy-de-Dôme), França.
La seva forma va ser creada pel dissenyador Gaspard Cognet, treta d'una representació d'un douk-douk, una figura mitològica a Melanèsia, a partir d'un diccionari il·lustrat.